# An-Nadr ibn al-Hārith

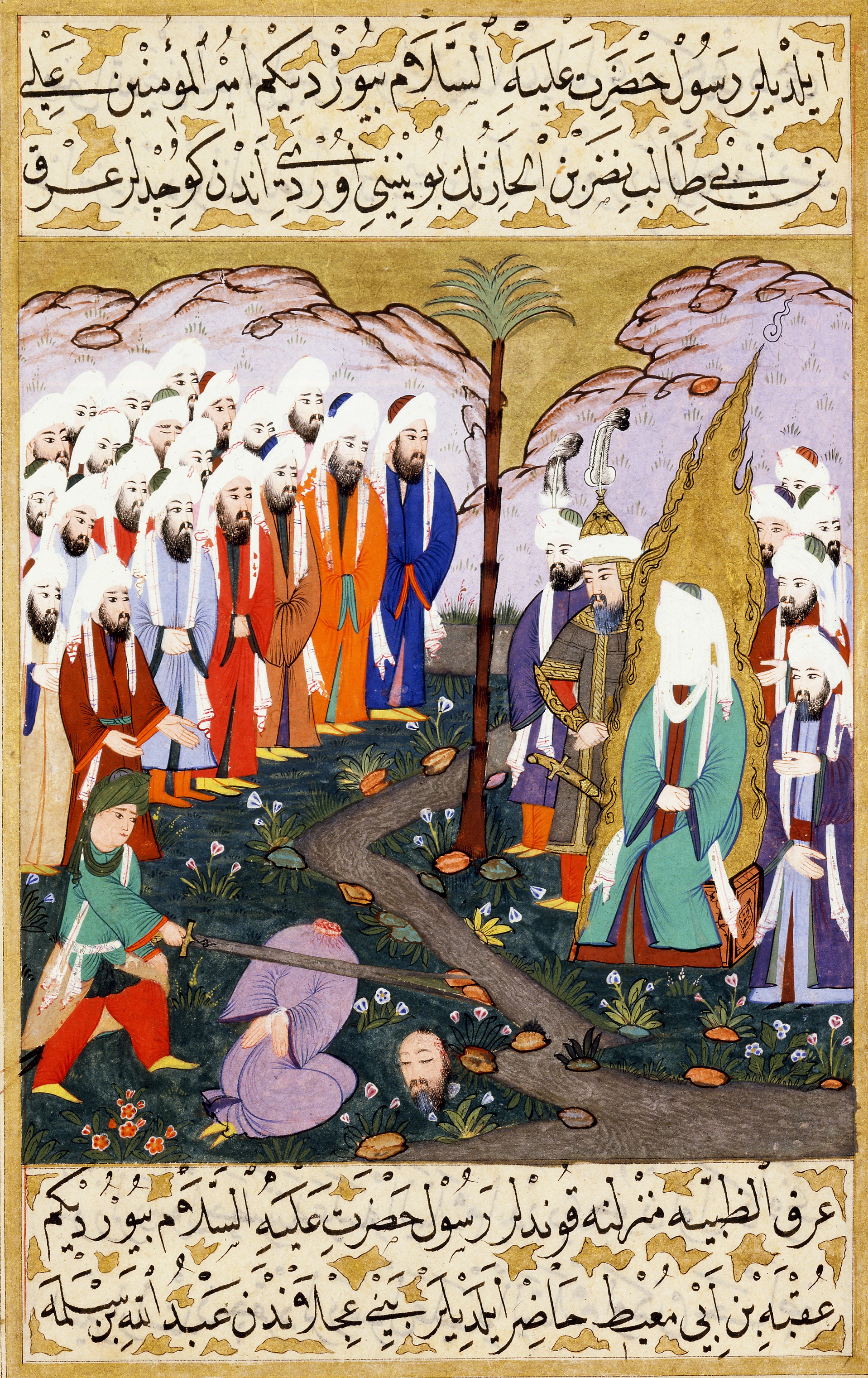
Mohammed sieht dabei zu, wie an-Nadr ibn al-Hārith von Ali mit dem Schwert Dhū l-faqār geköpft wird (Siyer-i Nebi)

an-Nadr ibn al-Hārith (arabisch النضر بن الحارث, DMG an-Naḍr b. al-Ḥāriṯ; gest. März 624) war ein Mekkaner und einer der heftigsten Widersacher des islamischen Propheten Mohammed. Er war Angehöriger der Quraisch und ein Nachkomme des ʿAbd ad-Dār b. Quṣayy. An-Nadr ibn al-Hārith war wohlhabend und trieb Handel mit al-Hīra und Persien. Dort lernte er die Oud spielen und die iranischen Nationalepen kennen. In Mekka nahm er eine wichtige Stellung ein.
An-Nadr ibn al-Ḥārith galt als begabter Redner. Er tat sich besonders dabei hervor, die Verkündigungen Mohammeds als abgedroschene Märchen zu verspotten und bezeichnete sie als asāṭīr al-awwalīn („Geschichten der Altvorderen“). Dieses Begriffspaar kommt in der Sure 8, Vers 31 und der Sure 83, Vers 13 vor. Beide Suren sollen somit auf an-Nadr Bezug nehmen.
Koranexegeten wie at-Tabarī und Ibn Kathīr berichten – unter Berufung auf ältere Quellen –, dass die Verse Sure 25, 5: „Und sie sagen: (Es sind) die Geschichte, der früheren (Generationen), die er sich aufgeschrieben hat …“ und Sure 22, 8: „Und unter den Menschen gibt es (manch?) einen, der in seinem Unverstand, ohne Rechtleitung und erleuchtende (Offenbarungs-)schrift, über Gott streitet“ sich auf an-Nadr beziehen.
An-Nadr machte Mohammed, wenn dieser mit seinen Verkündigungen auftrat, mit unterhaltsamen Geschichten über Rostam u. ä. die Zuhörer abspenstig.
Bei der Schlacht von Badr wurde an-Nadr ibn al-Ḥārith gefangen genommen und seitens Mohammeds gemeinsam mit ʿUqba b. abī Muʿaiṭ beim Zug der Gefangenen nach Medina hingerichtet. Es ist strittig, wer an-Nadr tötete. Möglicherweise tötete Mohammed ihn persönlich und ʿAlī hieb ihm den Kopf ab. Als Hinrichtungsstätten werden aṣ-Ṣafrāʾ oder al-Uthail genannt.
Qutaila, die Schwester an-Nadrs, soll den Tod mit eindrucksvollen Versen beklagt haben. Als Mohammed die Worte gehört habe, soll er laut Ibn Hischām die Tat bereut haben.

## Der Sachverhalt
Es wird erwähnt, dass bei einem öffentlichen Schlagabtausch mit Mekkanern dem Propheten Mohammed drei Fragen gestellt wurden, welche beweisen sollten, dass es sich um einen falschen Propheten handelte. Denn nach der Auffassung von an-Nadr ibn al-Hārith hätte ein falscher Prophet diese drei Fragen nicht beantworten können.

### Die Fragen
- Wer sind die Schläfer von Ephesus?
- Wer ist der Mann mit den zwei Hörnern, der durch die Erde wanderte?
- Was ist die Seele?

Laut Überlieferungen versprach der islamische Prophet Mohammed, dass er ihm die Antwort am nächsten Tag, nach der Offenbarung Allahs geben würde. Es vergingen mehrere Tage und es erfolgte keine Offenbarung. Erst nach zwei Wochen erhielt der islamische Prophet Mohammed die Offenbarung.

## Bewertung
Siehe auch Kaʿb ibn al-Aschraf#Bewertung
Rudi Paret schreibt zur Hinrichtung an-Nadrs:

„Wer gegen Mohammed und seine Partei Schmäh- und Hetzgedichte verfaßte oder in Umlauf setzte, mußte sich auf die hinterhältigsten Vergeltungsmaßnahmen gefaßt machen. Etliche von solchen Dichtern wurden deshalb im ausdrücklichen Auftrag des Propheten ermordet, geächtet oder hingerichtet. So mußten nach der Schlacht bei Badr die beiden quraišitischen Gefangenen Naḍr ibn al-Ḥāriṯ und ʿUqba b. abī Muʿaiṭ ihre früheren Spottreden mit dem Tode büßen.“

Paret wendet sich allerdings gegen eine moralische Verdammung des Propheten „wegen dieser seiner unversöhnlichen Haltung gegenüber Andersdenkenden […]. Satiren waren nun einmal eine gefürchtete Waffe. Man schrieb ihnen eine geradezu magische Wirkung zu. Als Kampfmittel waren sie hinterhältig. Wer sich ihrer bediente, hatte, wenn er dem Gegner in die Hände fiel, sein Leben verwirkt.“
Vor dem Hintergrund eines ähnlichen Vorfalls – dem Mord an Kaʿb ibn al-Aschraf – vermerkt Norman Stillman, dass die Vergeltung für das Verfassen solcher Gedichte in voller Übereinstimmung mit den Normen der damaligen arabischen Gesellschaft gestanden habe. Ähnliche Ausführungen tätigt William Montgomery Watt, demzufolge zu Lebzeiten und in der Umgebung des Propheten eine solche Tat unter den gegebenen Bedingungen üblich gewesen sei. Das Verfassen satirischer Gedichte sei – so Hannah Rahman – eine gefährliche Tätigkeit (w. „hazardous occupation“) gewesen: „An offended party or individual might have reacted too strongly to an offence.“ (Deutsch: „Eine angegriffene Gruppe oder Person könnte zu hart auf einen Angriff reagiert haben.“)
Tilman Nagel erwähnt im Zusammenhang mit der Hinrichtung, dass an-Nadr Mohammed „besonders verhasst“ gewesen sei und impliziert somit ein persönliches Motiv für die Tat.